# Valère Germain
Valère Germain (Marseille, 1990. április 17. –) francia utánpótlás válogatott labdarúgó, a Sanfrecce Hirosima csatára.

## Pályafutása

### Klubcsapatban
2009-ben felkerült a AS Monaco akadémiájáról az első csapatba és egy 3 éves profi szerződést kötött a klubbal. Előtte a tartalék csapatban szerepelt, ahol bajnoki címet szerzett. 2011. május 1-jén mutatkozott be a felnőtteknél, a Saint-Étienne ellen a 72. percben váltotta Georgie Welcome-t. Az utolsó fordulóban lépett legközelebb pályára az Olympique Lyon ellen 2-0-ra elvesztett mérkőzésen. A csapat a 18. helyen végzett a bajnokságban, ami azt jelentette hogy kiestek az élvonalból.
2011. augusztus 15-én a Reims ellen szerezte meg első gólját. Szeptember 30-án a Sedan ellen ismét eredményes volt, majd a szezon során még 6 találat fűződött a nevéhez. A 2012–13-as szezonban 14 bajnoki találatot szerzett, valamint megnyerte csapatával a bajnokságot. 2013. július 23-án 2017-ig meghosszabbította szerződését a klubbal. 2014. január 21-én az Olympique de Marseille ellen megszerezte első élvonalbeli találatát.
A 2015–16-os szezonban kölcsönbe került az OGC Nice csapatába. 2015. augusztus 8-án a Monaco ellen debütált, méghozzá góllal. A Saint-Étienne ellen duplázott, 38 bajnokin 14 gólt szerzett.
A 2016–17-es szezonban ismét az Monaco játékosa volt és bajnoki címet nyert valamint a Bajnokok Ligájában az elődöntőig jutott a hercegségbeli csapattal, amelyben 60 tétmérkőzésen 17 gólt lőtt és öt gólpasszt adott. 2017 nyarán az Olympique de Marseille igazolta le. Július 27-én mesterhármassal mutatkozott be a belga KV Oostende csapata ellen 4–2-re megnyert Európa-liga selejtező mérkőzésen. December 10-én megszerezte első két gólját a bajnokságban a Saint-Étienne csapata ellen. 2021. augusztus 31-én a Montpellier csapatába igazolt.
Miután lejárt a Montpelliernél kötött 2 éves szerződése, 2023 nyarán az ausztrál első osztályba szerződött, a Macarthur csapatához. 2025. február 11-én fegyelmi figyelmeztetést kapott, miután a Football Australia's Match Review Panel (MRP) hivatkozott rá a Western United elleni mérkőzésen történt incidens miatt. Másnap bejelentették, hogy két meccses eltiltást kapott tettei miatt. Kezdetben kinyilvánította szándékát, hogy fellebbezni kíván a felfüggesztés ellen, de végül úgy döntött, hogy felmentést kér a Macarthurral kötött szerződéséből, az ausztráliai „játékvezetői normákra” hivatkozva, mint indokot, amiért távozni akart, és szerződésajánlatot akart elfogadni egy japán klubtól.
2025. február 27-én aláírt a japán Sanfrecce Hirosima csapatához.

### Válogatottban
A francia U20-as válogatott tagjaként részt vett a Touloni Ifjúsági Tornán. A hollandok elleni bronzmérkőzésen gólt szerzett. 2011 júliusában debütált a francia U21-es labdarúgó-válogatottban, a szerbek és az ukránok ellen is pályára lépett. A szerbek ellen a 76. percben Bengali-Fodé Koita cseréjeként lépett pályára.

## Statisztika
2022. február 20.
| Klub              | Szezon         | Liga            | Liga  | Nemzeti kupa    | Nemzeti kupa | Ligakupa        | Ligakupa | Nemzetközi kupa | Nemzetközi kupa | Egyéb           | Egyéb | Összesen        | Összesen |
| Klub              | Szezon         | Pályára lépések | Gólok | Pályára lépések | Gólok        | Pályára lépések | Gólok    | Pályára lépések | Gólok           | Pályára lépések | Gólok | Pályára lépések | Gólok    |
| ----------------- | -------------- | --------------- | ----- | --------------- | ------------ | --------------- | -------- | --------------- | --------------- | --------------- | ----- | --------------- | -------- |
| Monaco            | 2010–11        | 2               | 0     | 0               | 0            | 0               | 0        | —               | —               | —               | —     | 2               | 0        |
| Monaco            | 2011–12        | 34              | 8     | 3               | 2            | 1               | 0        | —               | —               | —               | —     | 38              | 10       |
| Monaco            | 2012–13        | 35              | 14    | 2               | 2            | 2               | 0        | —               | —               | —               | —     | 39              | 16       |
| Monaco            | 2013–14        | 23              | 5     | 2               | 0            | 1               | 0        | —               | —               | —               | —     | 25              | 5        |
| Monaco            | 2014–15        | 29              | 4     | 2               | 1            | 3               | 0        | 3               | 0               | —               | —     | 37              | 5        |
| Monaco            | 2016–17        | 36              | 10    | 5               | 3            | 3               | 0        | 16              | 4               | —               | —     | 60              | 17       |
| Monaco            | összesen       | 159             | 41    | 14              | 8            | 10              | 0        | 19              | 4               | 0               | 0     | 202             | 53       |
| Nice (kölcsönben) | 2015–16        | 38              | 14    | 2               | 0            | 1               | 0        | —               | —               | —               | —     | 41              | 14       |
| Nice (kölcsönben) | Összesen       | 38              | 14    | 2               | 0            | 1               | 0        | 0               | 0               | 0               | 0     | 41              | 14       |
| Marseille         | 2017–18        | 35              | 9     | 2               | 1            | 1               | 1        | 17              | 7               | —               | —     | 55              | 18       |
| Marseille         | 2018–19        | 36              | 8     | 1               | 0            | 1               | 0        | 4               | 0               | —               | —     | 42              | 8        |
| Marseille         | 2019–20        | 25              | 2     | 4               | 0            | 1               | 0        | —               | —               | —               | —     | 30              | 2        |
| Marseille         | 2020–21        | 24              | 3     | 2               | 0            | —               | —        | 5               | 0               | 1               | 0     | 32              | 3        |
| Marseille         | Összesen       | 120             | 22    | 9               | 1            | 3               | 1        | 26              | 7               | 1               | 0     | 159             | 31       |
| Montpellier       | 2021–22        | 21              | 4     | 2               | 0            | —               | —        | —               | —               | —               | —     | 23              | 4        |
| Montpellier       | Összesen       | 21              | 4     | 2               | 0            | 0               | 0        | 0               | 0               | 0               | 0     | 23              | 4        |
| Teljes karrier    | Teljes karrier | 338             | 81    | 27              | 9            | 14              | 1        | 45              | 11              | 1               | 0     | 425             | 102      |

## Család
Apja, Bruno Germain szintén labdarúgó volt. Megfordult az Olympique de Marseille csapatában is, jelenleg az US Orléans sportigazgatója.

## Sikerei, díjai
- Monaco
  - Ligue 1: 2016–17
  - Ligue 2: 2012–13

- Macarthur
  - Ausztrál kupa: 2024